# Jean Van Der Wouwer
Jean Van Der Wouwer (1910–?) belga jégkorongozó, olimpikon.

## Pályafutása
Az 1928. évi téli olimpiai játékokon játszott a jégkorongtornán a belga csapatban. Az A csoportba kerültek. Az első mérkőzésen kikaptak a britektől 7–3-ra, majd 3–2-re győztek a magyar válogatott ellen. Az utolsó csoport mérkőzésükön legyőzték a franciákat 3–1-re. A csoportból csak az első helyezett brit csapat jutott tovább. A belga csapat a második lett. Összesítésben az 5. A három mérkőzésen nem ütött gólt.